# Chiesa di Santa Maria a Cintoia (Greve in Chianti)
La chiesa di Santa Maria a Cintoia si trova nella frazione Cintoia di Greve in Chianti, in provincia di Firenze.

## Storia
Era inserita all'interno del castello di Cintoia e di essa si fa menzione fino dal 1260. Il patronato di questa chiesa fu della famiglia Vernaccia che contribuì alla sua costruzione. Nel Settecento la chiesa fu abbandonata e la parrocchia di Cintoia divenne la Chiesa di San Pietro a Cintoia.

## Patrimonio artistico
Alla chiesa di Santa Maria a Cintoia appartiene un dipinto, La Madonna col Bambino, che è un probabile pezzo di un polittico, attribuita al Maestro di San Niccolò, pittore di estrazione orcagnesca della metà del Trecento. In questo dipinto la Vergine è al centro di sei santi - Santa Caterina, Santa Maria Maddalena, San Francesco, San Giovanni Battista, San Benedetto e un santo Vescovo. Sono rappresentati anche i committenti, in formato ridotto. Al centro del dipinto c'è una chiesa, probabilmente Santa Maria a Cintoia, in fondo si vede un castello, forse il castello di Cintoia e in alto la Chiesa di San Pietro. Questo dipinto è oggi depositato nel Seminario vescovile di Fiesole.
Della chiesa di Santa Maria a Cintoia è anche una tavola che rappresenta la Vergine col Bambino, seduta in trono tra i santi Bartolomeo e Francesco, con i propri simboli iconografici. San Bartolomeo regge in mano il coltello, (a ricordo del proprio martirio), San Francesco con il libro e la Croce, mostra le Stimmate sul petto. I gradini creano uno spazio prospettico. Questa tavola, dapprima considerata opera di un artista fiorentino secondario dei primi del XVI secolo che si ispirava alle opere del Ghirlandaio e di Fra Bartolomeo  , fu collegata all'attività giovanile del Granacci da Federico Zeri nel 1963 .